# 鋤先幸浩
鋤崎 幸浩（すきさき ゆきひろ）は、日本の防衛官僚。

## 人物
熊本市出身。熊本県立熊本高等学校を経て、一橋大学法学部卒業後、平成6年防衛庁入庁。

## 略歴
平成6年4月　防衛庁入庁
平成20年8月　運用企画局事態対処課部員（総括）
平成22年8月　地方協力局地方調整課部員（先任）
平成23年9月　情報本部
平成24年9月　地方協力局地方協力企画課企画調整官
平成25年7月　地方協力局地方協力企画課グアム移転事業室長
平成27年10月　大臣官房企画官（国会担当）
平成28年7月　南関東防衛局企画部長
平成30年10月　統合幕僚監部参事官
令和2年8月　人事教育局服務管理官
令和3年7月　統合幕僚監部首席参事官
令和4年8月　大臣官房米軍再編調整官
令和5年7月　経済産業省大臣官房審議官（貿易経済協力局・国際技術戦略担当）